# Vittoria Accoramboni
Vittoria Accoramboni (Gubbio, 15 de febrer de 1557 - Pàdua, 22 de desembre de 1585) fou una noble italiana.

## Biografia
Nascuda el sí d'una família de la petita noblesa de Gubbio, era filla de Claudio i Tarquinia Paluzzi Albertoni, que durant la infància de Vittoria es traslladaren a Roma amb l'objectiu de fer fortuna i habitaren el palau de la família materna. Després de rebutjar diverses ofertes de matrimoni per a Vittoria, el seu pare finalment la prometé amb Francesco Peretti el 1573, un home sense càrrecs ni posició, tanmateix era nebot del cardenal Montalto, que en aquell moment sonava per a ser successor del papa.
A Roma, Vittoria fou admirada per tots els homes intel·ligents romans, era una dona que mostrava tota mena de luxes i extravagàncies tot i ser pobra, i ben aviat ella i el seu marit es van sumir en els deutes. Entre els seus admiradors més fervents hi hagué Paolo Giordano Orsini, duc de Bracciano, un dels homes més poderosos de Roma. El seu germà Marcello, que volia veure a Vittoria com a muller del duc, assassinà a Peretti el 1581. El mateix duc fou sospitós de ser còmplice a causa de la creença que ell també havia assassinat la seva dona Isabella de 'Medici. Així mateix, Vittoria vídua rebé una oferta de matrimoni, que acceptà de bon grat i es casaren poc després.
La seva bona fortuna despertà gelosies i s'intentà anul·lar el matrimoni, fins i tot estigué empresonada al castell de Sant'Angelo i només fou alliberada amb la intervenció del cardenal Carlo Borromeo. A la mort de Gregori XIII el 1585, el cardenal Montalto, oncle del seu primer marit, fou escollit nou pontífex amb el nom de Sixt V. Prometé venjança per la mort del seu nebot al duc de Bracciano i Vittoria, que avisats amb prou temps, aconseguiren fugir a la ciutat de Venècia i des d'allà a Salò, en territori venecià. El duc morí en aquesta localitat el novembre del mateix any, llegant tots els seus béns personals a la seva vídua i el ducat de Bracciano al seu fill fruit del seu primer matrimoni. Vittoria, aclaparada pel dolor de la pèrdua, anà a passar el seu retir a Pàdua, on fou seguida per Lodovico Orsini, un parent del seu difunt marit i servent de la república de Venècia, per tal d'organitzar de forma amigable la divisió de les propietats del duc. Tanmateix, a causa d'una disputa sorgida en aquest tema, Lodovico contractà una banda que assassinà a Vittoria el 22 de desembre de 1585. Ell mateix i gairebé tots els seus còmplices van ser assassinats després per ordre del govern venecià.

## Literatura
S'ha escrit molt sobre Vittoria Accoramboni, molts biògrafs l'han criticada. La seva història fou la base del drama The Tragedy of Paolo Giordano Ursini (1612) de John Webster i de la novel·la Vittoria Accoramboni (1840) de Ludwig Tieck, si bé la seva vida ha estat relatada amb molta més precisió en l'obra Vittoria Accoramboni (1870) de Domenico Gnoli o l'article de la comtessa Evelyn Martinengo-Cesaresco a la revista Lombard Studies (1902).